# 張維錫
張維錫（英語：James，1977年11月21日—），台灣男演員。出生於台中市沙鹿區。

## 電視劇
| 頻道       | 年份                              | 劇名                                  | 飾演                  |
| ---------- | --------------------------------- | ------------------------------------- | --------------------- |
| 三立台灣台 | 2002年                            | 戲說台灣炮轟八家將                    | 清原                  |
| 三立台灣台 | 2002年                            | 戲說台灣許願關刀                      | 康安                  |
| 三立台灣台 | 2002年                            | 桂花巷                                | 高剔江                |
| 三立台灣台 | 2004年                            | 戲說台灣荷蘭公主討廟記                | 陳永川                |
| 三立台灣台 | 2006年                            | 戲說台灣水雞變親家                    | 林天助                |
| 三立台灣台 | 2007年                            | 戲說台灣地獄新娘                      | 王永順                |
| 三立台灣台 | 2007年                            | 戲說台灣蓋杯娘                        | 王清文                |
| 三立台灣台 | 2007年                            | 戲說台灣怪火村                        | 吳新樹                |
| 三立台灣台 | 2007年                            | 戲說台灣靈犬洗奇冤                    | 蔡永昌                |
| 三立台灣台 | 2008年                            | 戲說台灣壽在完工                      | 明遠                  |
| 三立台灣台 | 2008年                            | 戲說台灣錢鼠咬金瓜                    | 王謙                  |
| 三立台灣台 | 2008年                            | 戲說台灣紙新娘討翁                    | 洪長順                |
| 三立台灣台 | 2008年                            | 真情滿天下                            | 方阿文                |
| 三立台灣台 | 2009年                            | 戲說台灣打狗空棺謎                    | 寧靖王 陳明文         |
| 三立台灣台 | 2009年                            | 戲說台灣神雞土地公                    | 劉明連                |
| 三立台灣台 | 2010年                            | 戲說台灣送窮神                        | 林坤吉                |
| 三立台灣台 | 2010年                            | 戲說台灣發財活人塚                    | 林世慶                |
| 三立台灣台 | 2010年                            | 戲說台灣買臉的妖精                    | 慶宗                  |
| 三立台灣台 | 2010年                            | 戲說台灣兔兒神弄姻緣                  | 阿義                  |
| 三立台灣台 | 2010年                            | 戲說台灣冬生娘的契女                  | 林建明                |
| 三立台灣台 | 2010年                            | 戲說台灣萬丹胭脂溝                    | 王明慶                |
| 三立台灣台 | 2010年                            | 戲說台灣龍女拜觀音                    | 高瑞隆                |
| 三立台灣台 | 2010年                            | 戲說台灣孝子城隍爺                    | 阿貴 趙富貴           |
| 三立台灣台 | 2010年                            | 戲說台灣福虎生風過好年                | 肉雞                  |
| 三立台灣台 | 2010年                            | 戲說台灣仙姑蛋                        | 長毛                  |
| 三立台灣台 | 2011年                            | 戲說台灣冥府銀行                      | 周彰善                |
| 三立台灣台 | 2011年                            | 戲說台灣阿彌陀佛碑                    | 孫浩明                |
| 三立台灣台 | 2011年                            | 戲說台灣土地公戴高帽                  | 土地公                |
| 三立台灣台 | 2011年                            | 戲說台灣烈女還命奇譚                  | 小島一郎              |
| 三立台灣台 | 2011年                            | 戲說台灣天公點狀元                    | 蔡耀宗 渾元天魔       |
| 三立台灣台 | 2011年                            | 牽手                                  | 秦尚豪                |
| 三立台灣台 | 2012年                            | 戲說台灣白紙告陰狀                    | 許文峰 二齒           |
| 三立台灣台 | 2012年                            | 戲說台灣甘露媽觕愛哭神                |                       |
| 三立台灣台 | 2012年                            | 戲說台灣人魚小姐                      | 李茂生                |
| 三立台灣台 | 2012年                            | 戲說台灣拜頭牙做頭家                  | 黃重義                |
| 三立台灣台 | 2012年                            | 戲說台灣有求必應武財神                | 游清風                |
| 三立台灣台 | 2012年                            | 戲說台灣喊魂                          | 秦文泰                |
| 三立台灣台 | 2012年                            | 戲說台灣天官武財神                    | 阿發                  |
| 三立台灣台 | 2012年                            | 戲說台灣玄壇元帥                      | 林天祥-蛇精           |
| 三立台灣台 | 2013年                            | 戲說台灣千里眼追凶                    | 許文峰                |
| 三立台灣台 | 2013年                            | 戲說台灣觀音媽渡仙淚                  | 陳明堂                |
| 三立台灣台 | 2013年                            | 戲說台灣五鬼弄金獅                    | 洪青天                |
| 三立台灣台 | 2013年                            | 戲說台灣仙跤印                        | 阿土                  |
| 三立台灣台 | 2013年                            | 戲說台灣新鍾馗嫁妹                    | 潘安                  |
| 三立台灣台 | 2013年                            | 戲說台灣金娘仔掠翁                    | MOMO                  |
| 三立台灣台 | 2013年                            | 戲說台灣人面瘤                        | 金鏢 張捕快           |
| 三立台灣台 | 2013年                            | 戲說台灣上帝公買劍                    | 陳存仁                |
| 三立台灣台 | 2013年                            | 戲說台灣白蛇外傳                      | 法海                  |
| 三立台灣台 | 2013年                            | 戲說台灣諸羅文財神第1单元：赌博出大运 | 方阿昌                |
| 三立台灣台 | 2013年                            | 戲說台灣包公判陰陽                    | 劉文泰                |
| 三立台灣台 | 2013年                            | 世間情                                | 徐義亮                |
| 三立台灣台 | 2014年                            | 戲說台灣乞丐開藝旦                    | 李逢春                |
| 三立台灣台 | 2014年                            | 戲說台灣賣活魄                        | 張成材                |
| 三立台灣台 | 2014年                            | 戲說台灣灣裡萬年王船                  | 杜馬郭                |
| 三立台灣台 | 2015年                            | 戲說台灣新營天鵝湖                    | 羅世華                |
| 三立台灣台 | 2015年                            | 戲說台灣神農大帝報恩                  | 王世昌                |
| 三立台灣台 | 2015年                            | 戲說台灣綁票財神爺                    | 虎爺                  |
| 三立台灣台 | 2015年                            | 戲說台灣王母娘娘赐婚                  | 吴旺财                |
| 三立台灣台 | 2015年                            | 甘味人生                              | 江尚任                |
| 三立台灣台 | 2015年                            | 親家                                  | 江啟東                |
| 三立台灣台 | 2016年                            | 戲說台灣天喜红鸾                      | 林天喜                |
| 三立台灣台 | 2016年                            | 戲說台灣小琉球拦轿申冤                | 王俊贤 建治大仔       |
| 三立台灣台 | 2016年                            | 戲說台灣歪头白元帅：第2单元           | 王金城                |
| 三立台灣台 | 2016年                            | 戲說台灣蚶仔寮黑皮夫人                | 李俊杰                |
| 三立台灣台 | 2016年                            | 戲說台灣地母渡在室女                  | 施文政                |
| 三立台灣台 | 2017年                            | 戏说台湾祖师爷过情关：第3单元         | 许尚忠                |
| 三立台灣台 | 2017年                            | 戏说台湾水仙尊王渡鬼婆                | 钱貫                  |
| 三立台灣台 | 2017年                            | 一家人                                | 吳迪                  |
| 三立台灣台 | 2018年                            | 戏说台湾曹公鬥龍母                    | 王好                  |
| 三立台灣台 | 2018年                            | 戏说台湾东螺妈救北斗                  | 刘江文                |
| 三立台灣台 | 2018年                            | 金家好媳婦                            | 王啟吾                |
| 三立台灣台 | 2018年                            | 炮仔聲                                | 江晨恩                |
| 三立台灣台 | 2019年                            | 戏说台湾聖王公傳奇                    | 白馬精                |
| 三立台灣台 | 2019年                            | 戏说台湾新庄港董大爷                  | 张壹元                |
| 三立台灣台 | 2020年                            | 戏说台湾嬰仔魂奪胎                    | 楊天生                |
| 三立台灣台 | 2020年                            | 戏说台湾送瘟神                        | 趙世賢 振靈公         |
| 三立台灣台 | 2021年                            | 戏说台湾毛蟹穴奇冤                    | 王金峰                |
| 三立台灣台 | 2022年                            | 戏说台湾鬼知縣救龍脈                  | 楊文信                |
| 三立台灣台 | 2022年                            | 戏说台湾雞屎破奇案                    | 王雞屎                |
| 三立台灣台 | 2022年                            | 戏说台湾五龍追兇                      | 李正 李將軍           |
| 三立台灣台 | 2022年                            | 戏说台湾仙公祖斬桃花                  | 祝青山 保玉           |
| 三立台灣台 | 2022年                            | 戏说台湾矮仔神吃雞腿                  | 邱文漢                |
| 三立台灣台 | 2023年                            | 戏说台湾散赤救財神                    | 王順風                |
| 三立台灣台 | 2023年                            | 戏说台湾驚世奇案陳守娘                | 蝨母仔(吳真) 廣澤尊王 |
| 三立台灣台 | 2023年                            | 戏说台湾池王爺解生死劫                | 葉勝德                |
| 三立台灣台 | 2023年                            | 戏说台湾逆轉輪迴                      | 廖正興                |
| 台視       | 2000年                            | 神仙動員令 米粉大俠                   | 阿忠                  |
| 台視       | 奪愛                              |                                       |                       |
| 台視       | 台灣男女真情事件 - 摧毀幸福的計劃 |                                       |                       |
| 台視       | 我的名字叫蓮花                    |                                       |                       |
| 台視       | 2003年                            | 少年史艷文                            | 小金剛                |
| 大愛       | 2004年                            | 擺渡                                  |                       |
| 大愛       | 2012年                            | 麻豆小鎮                              | 王仲箎                |
| 大愛       | 2015年                            | 月娘                                  | 薛振源                |
| 大愛       | 2015年                            | 永不放棄                              | 李文章                |
| 大愛       | 2017年                            | 車站人生                              | 陳神福                |

### 其他
- 港劇一切從結婚開始
- 網路電視劇生命交叉點　飾 朱義肯
- 綜藝 三立-超級紅人榜(2013/2/10) 演唱:樹枝孤鳥
- MV 甲子慧-女人心
- 廣告 開喜波爾茶電視CF

## 公益活動
- SUN-STAR明星棒球隊  #18投手
- J-star棒球隊 （页面存档备份，存于）  #33投手
- 公益戲劇  生命交叉點